# Ойонен, Унто
У́нто О́йонен (фин. Unto Ojonen; 23 августа 1909, Лахти, Тавастгусская губерния — 12 октября 1997, Лахти, Южная Финляндия) — финский архитектор. Его самые известные работы относятся к 1950-м и 1960-м годам. Большинство из построенных им зданий находятся в регионе Пяйят-Хяме. За свою карьеру он спроектировал около 1000 различных зданий, более 40 из них находятся в центре города Лахти.

## Работы
- Часовня кладбища Ийтти (1958)

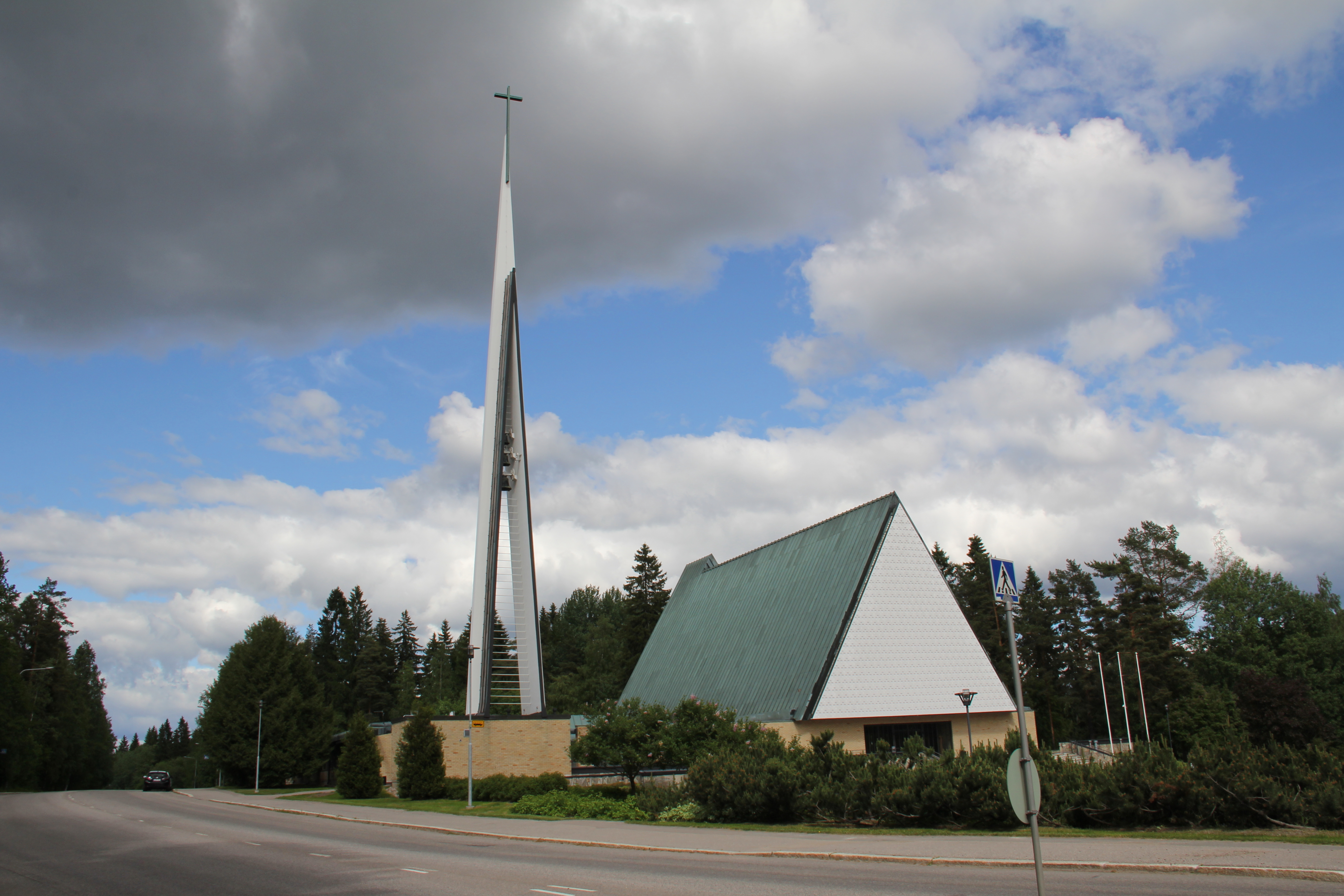
Церковь Йоутярви, Лахти, 1962

- Церковь Йоутярви, Лахти (1960—1961)
- Часовня Пяэскюлахти, Савонлинна (1963)
- Часовня Вуоленкоски, Ийтти (1965)
- Часовня Калккистен, Асиккала (1965)
- Часовня Нуорамойстен, Сюсмя (1967)